# Areté

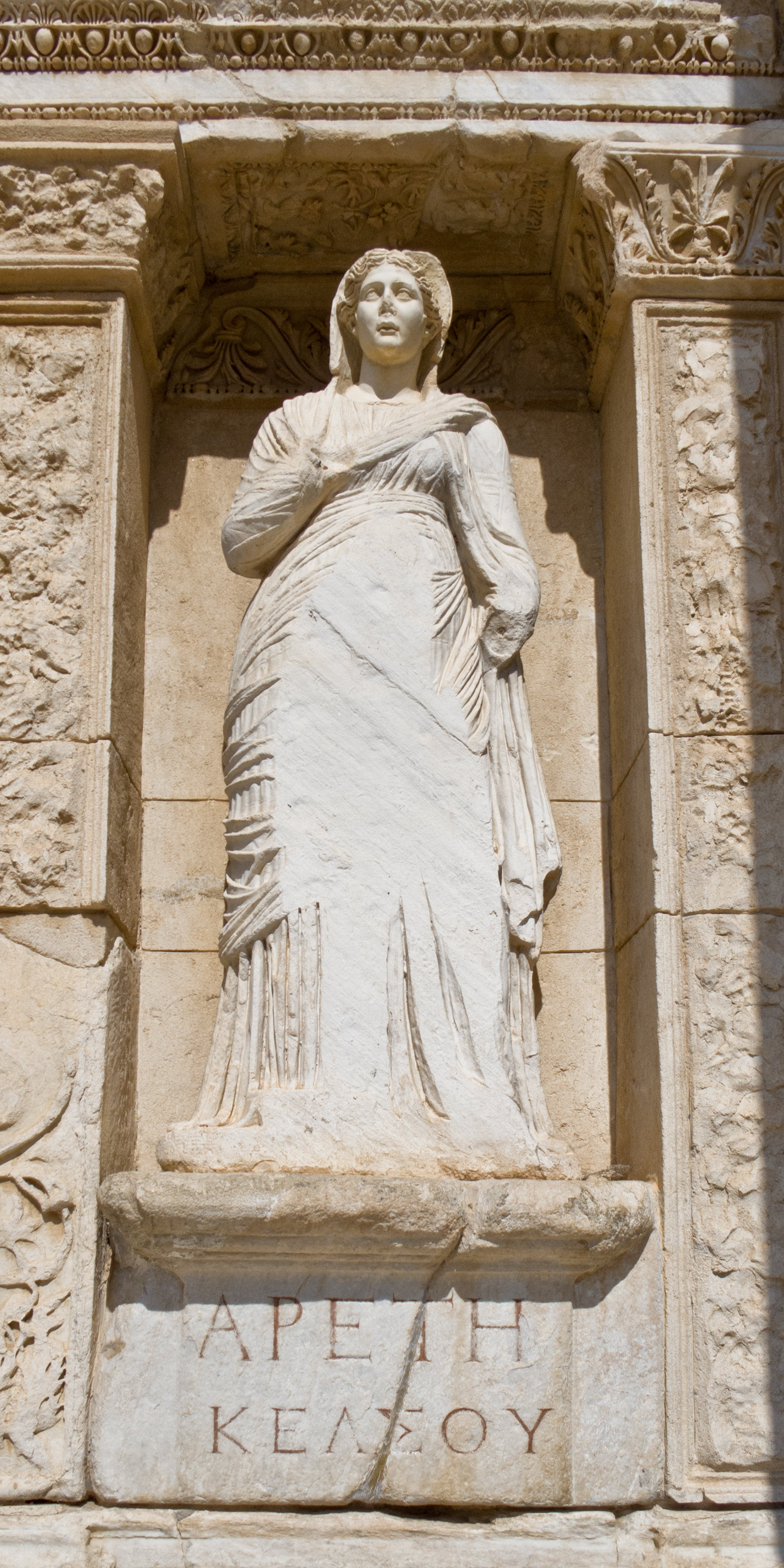
Escultura de Areté, en Éfeso.

La areté (en griego antiguo: ἀρετή aretḗ 'excelencia') es uno de los conceptos cruciales de la Antigua Grecia. En su forma más general, para algunos sofistas la areté es la «excelencia» o prominencia en el cultivo de la elocuencia; la raíz etimológica del término es la misma que la del (aristós, 'mejor') cumplimiento acabado del propósito o función. 

Es un concepto vago que implica un conjunto de cualidades cívicas, morales e intelectuales.
Carlos Schrader

Según Hipias de Élide, el fin de la enseñanza era lograr la areté, que significa capacitación para pensar, para hablar y para obrar con éxito. La excelencia política («ciudadana») de los griegos consistía en el cultivo de tres virtudes específicas: andreía (valentía), sofrosine (moderación o equilibrio) y dicaiosine (justicia): estas virtudes formaban un ciudadano relevante, útil y perfecto. A estas virtudes añadió luego Platón una cuarta, la Prudencia, con lo que dio lugar a las llamadas Virtudes cardinales: la prudencia, la fortaleza y la templanza se corresponderían con las tres partes del alma, y la armonía entre ellas engendraría la cuarta, la justicia. En cierto modo, la areté griega sería equivalente a la virtud, dignidad, honor u hombría de bien romana.
En la Grecia antigua podía hablarse indistintamente de la areté de un soldado, de un toro o de un navío, aunque su uso para los objetos inanimados es raro. Sin embargo, desde la Época Arcaica estuvo vinculado especialmente a la posesión de las virtudes, en especial la valentía y la destreza en el combate. 
Para los primeros griegos guerreros de hace más de tres mil años el único camino de alcanzar la areté era mediante hazañas en la batalla. El ejemplo clásico es Aquiles, quien prefiere morir en combate antes que cualquier otra forma de vida. Los griegos tenían mucho miedo al destino. El destino podía impedirles de forma inmediata alcanzar la areté. Por ejemplo, un accidente, nacer ciego, o nacer mujer imposibilitaba para conseguir hazañas en la batalla. También la areté se relaciona con la astucia en las obras de Hesíodo y Homero; cuando en la Ilíada, Agamenón alaba a Penélope, lo hace en atención a la cooperación de esta con los propósitos de Ulises.
Hacia la época clásica —sobre todos los siglos V y siglo IV a. C.— el significado de areté se aproximó a lo que hoy se considera «virtud», fundamentalmente a través de la obra de Aristóteles, en general, incluyendo rasgos como la μεγαλοψυχια (megalopsyjía, 'magnanimidad'), la σοφροσυνη (sofrosyne, 'templanza') o la δικαιοσυνη (dikaiosyne, 'justicia').
La adquisición de la areté era el eje de la educación (παιδεία, paideía) del joven griego para convertirse en un hombre ciudadano, siguiendo el ideal expuesto por Isócrates. Huellas de la concepción más restringida de la era arcaica se pueden ver en el énfasis puesto en la disciplina y dominio del cuerpo mediante la gimnasia, una de las actividades principales, y la lucha, pero una formación acabada incluía también las artes de la oratoria, la música y —eventualmente— la  filosofía.